# Alaseja
Die Alaseja (russisch Алазея) ist ein 1520 km langer Fluss bzw. Strom des Kolyma-Tieflands im Osten Sibiriens und Nordosten Russlands (Asien).

## Verlauf
Die Alaseja entsteht in den Nordausläufern des Alaseja-Plateaus (bis 954 m), das aus dem Südteil des Ostsibirischen Tieflands herausragt, durch den Zusammenfluss des von Südwesten heran fließenden Nelkan und des von Südosten kommenden Kadyltschan (Osten). Sie verläuft sehr windungsreich zwischen den Stromgebieten von Indigirka im Westen und Kolyma im Osten.
Anfangs fließt die Alaseja nordostwärts, um in das Kolyma-Tiefland einzufließen, dem Ostteil des Ostsibirischen Tieflands. Darin verläuft sie über Argachtach nach Andrjuschkino, um anschließend nach Norden zu schwenken.
Schließlich erreicht die Alaseja ihr kleines Mündungsdelta, das etwa 200 km östlich des Indigirka-Deltas liegt. Nach Durchfließen des Deltas, das im Wesentlichen aus zwei Hauptarmen besteht, mündet sie in die Ostsibirische See, einen Teil des Nordpolarmeers; unmittelbar vor ihrer Mündung lag direkt östlich des Flusses der 1998 aufgegebene Handelsposten Logaschkino.

## Landschaftsbild, Hydrographie und Eisgang
Die Landschaft an der Alaseja wird von borealem Nadelwald (Taiga) beherrscht, die in Richtung Küste in die Waldtundra und Tundra übergehen. In den zuletzt genannten, nördlichsten bewohnten Regionen der Erde können sich wegen des Permafrosts und der kurzen Vegetationsperiode keine hohen Pflanzen, wie Bäume, entwickeln, dort herrschen Flechten, Moose, Sträucher und Farne vor. Das im Vergleich zur Flusslänge verhältnismäßig kleine Einzugsgebiet (64.700 km²) der Alaseja weist ausgedehnte Sümpfe und Tausende kleiner und großer Seen auf. Der Fluss ist von Ende September bzw. Anfang Oktober bis Ende Mai bzw. Anfang Juni von Eis bedeckt. Wenn der Schnee schmilzt und der Permafrostboden im Sommer antaut, kommt es entlang des Flusses zu starkem Hochwasser.